# Pseudomys desertor
Pseudomys desertor és una espècie de mamífer rosegador de la família dels múrids. És endèmic d'Austràlia. Ocupa una gran varietat d'hàbitats, incloent-hi els boscos de sabana, els matollars i els herbassars. És una espècie en risc mínim, és a dir, no sembla que hi hagi cap amenaça significativa per a la seva supervivència. El seu nom específic, desertor, significa ‘desertor’ en llatí.